# Michele Marullo Tarcaniota
Michele Marullo Tarcaniota (in greco Μιχαήλ Μάρουλλος Ταρχανειώτης?, Michail Maroullos Tarchaneiotis, AFI: [miˈçel ˈmaɾulos taɾxaˈnjotis]; Costantinopoli, 1453 – Volterra, 11 aprile 1500) è stato un poeta greco in lingua latina.

## Biografia
Delle sue origini si sa ben poco, se non per ciò che si può estrapolare dalle sue svariate liriche cavalleresche dal forte sapore autobiografico. Marullo nacque molto probabilmente a Costantinopoli nel 1453, durante la presa della città da parte dei Turchi Ottomani, oppure nei pressi dell'antica Sparta, al secolo parte integrante del Despotato di Morea, in una famiglia aristocratica greca, figlio di Manolis Maroullos (Μανώλης Μάρουλλος) e di Euphrosyne Tarchaneiotissa (Ευφροσύνη Ταρχανειώτισσα). Il Tarcaniota fu una singolare figura di intellettuale sradicato, costretto a vivere all'insegna dell'instabilità, come testimonia la varietà dei centri culturali cui fece riferimento.
Fu esule al seguito della famiglia dapprima nella Repubblica di Ragusa e poi in Italia, dove soggiornò alternatamente ad Ancona, Venezia e Padova; per la Repubblica di Venezia combatté, come milite stradiota, i Turchi in Crimea intorno al 1470. Fu poi a Napoli tra il 1480 e il 1486, dove strinse amicizia con il Pontano e il Sannazaro, ma fu in contatto anche con i baroni antiaragonesi.
Fu poi a Roma e a Firenze. Nel 1495, quando Carlo VIII di Francia discende alla testa delle proprie truppe nella penisola per rivendicarsi il Regno di Napoli, ebbe modo di far ritorno nella città partenopea, stavolta però in qualità di soldato nelle file dell'esercito del monarca francese, per poi tornare di nuovo a Firenze al termine del conflitto scaturitovi.
Qui nel 1497 sposò la poetessa Alessandra Scala, figlia dell'eminente politico fiorentino Bartolommeo. Fu probabilmente per questa ragione che si trovò in contrasto con Angelo Poliziano, il quale era egualmente interessato alla dama, al punto di dedicarle una parte del suo canzoniere in greco. Nella disputa intervenne anche Jacopo Sannazzaro, amico sia del Marullo, che del suocero, indirizzando al Poliziano alcuni epigrammi satirici.
Morì nei pressi di Volterra, annegando nel fiume Cecina mentre tentava di guadarlo.
Marullo fu ritratto da Sandro Botticelli (l'originale è nella collezione Guardans-Cambó di Barcellona ma è esposto in prestito a lungo termine al Museo del Prado, Madrid).

## L'opera
Pur essendo un militare, riuscì a formarsi una imponente cultura, su cui ebbero peso determinante le origini greche e in cui confluirono interessi filologici e filosofici.
Usò metri diversi per gli Epigrammata, in cui affrontò vari temi, da quello dell'amore a quello della conversazione intellettuale, oltre alla nostalgia per la patria, l'affetto per il popolo greco, la sensibilità verso un mondo sull'orlo del caos e della catastrofe.
Gli Hymni naturales furono stampati a Firenze nel 1497 (congiuntamente ad una edizione definitiva degli Epigrammata) ed ebbero grande diffusione: sul modello degli inni orfici, Marullo canta il potere divino della natura, che ingloba, nelle sue manifestazioni, tutti gli accadimenti, tragici o lieti, e verso cui il poeta cerca di guardare con rassegnazione. Importante, ai fini della definizione di questa sua "religione naturale", fu il contatto con il neoplatonismo fiorentino e l'ermetismo, orientati però secondo una sensibilità materialistica o pagana, per la quale è importante il riferimento al De rerum natura di Lucrezio.